# Pietro Antonio Novelli (pittore 1729)

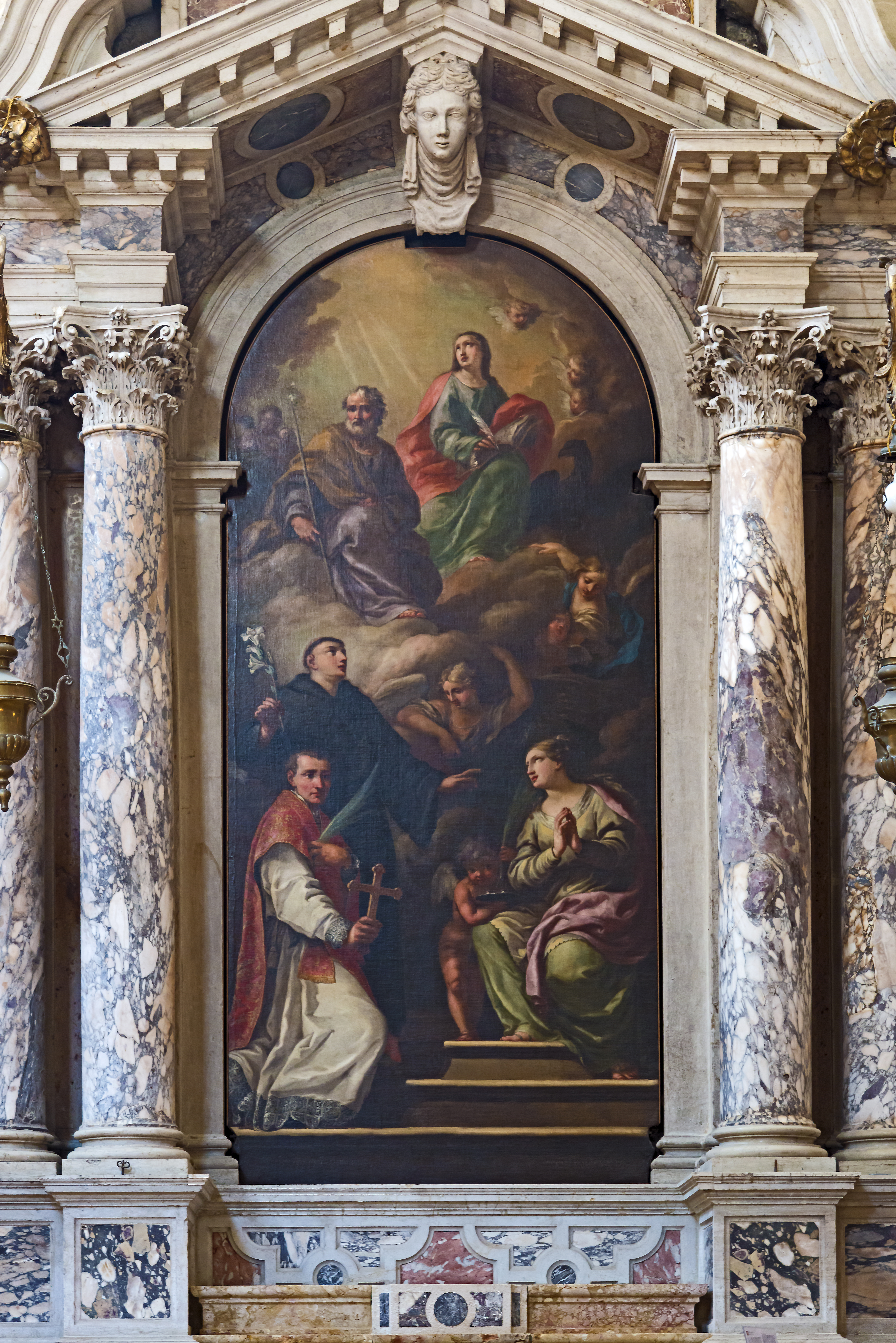
Pietro Antonio Novelli, pala con Padre Celeste con santi, Chiesa di San Lio, Venezia.

Pietro Antonio Novelli (o anche Pier Antonio; Venezia, 7 settembre 1729 – Venezia, 14 gennaio 1804) è stato un pittore, incisore e scrittore italiano veneziano.

## Biografia

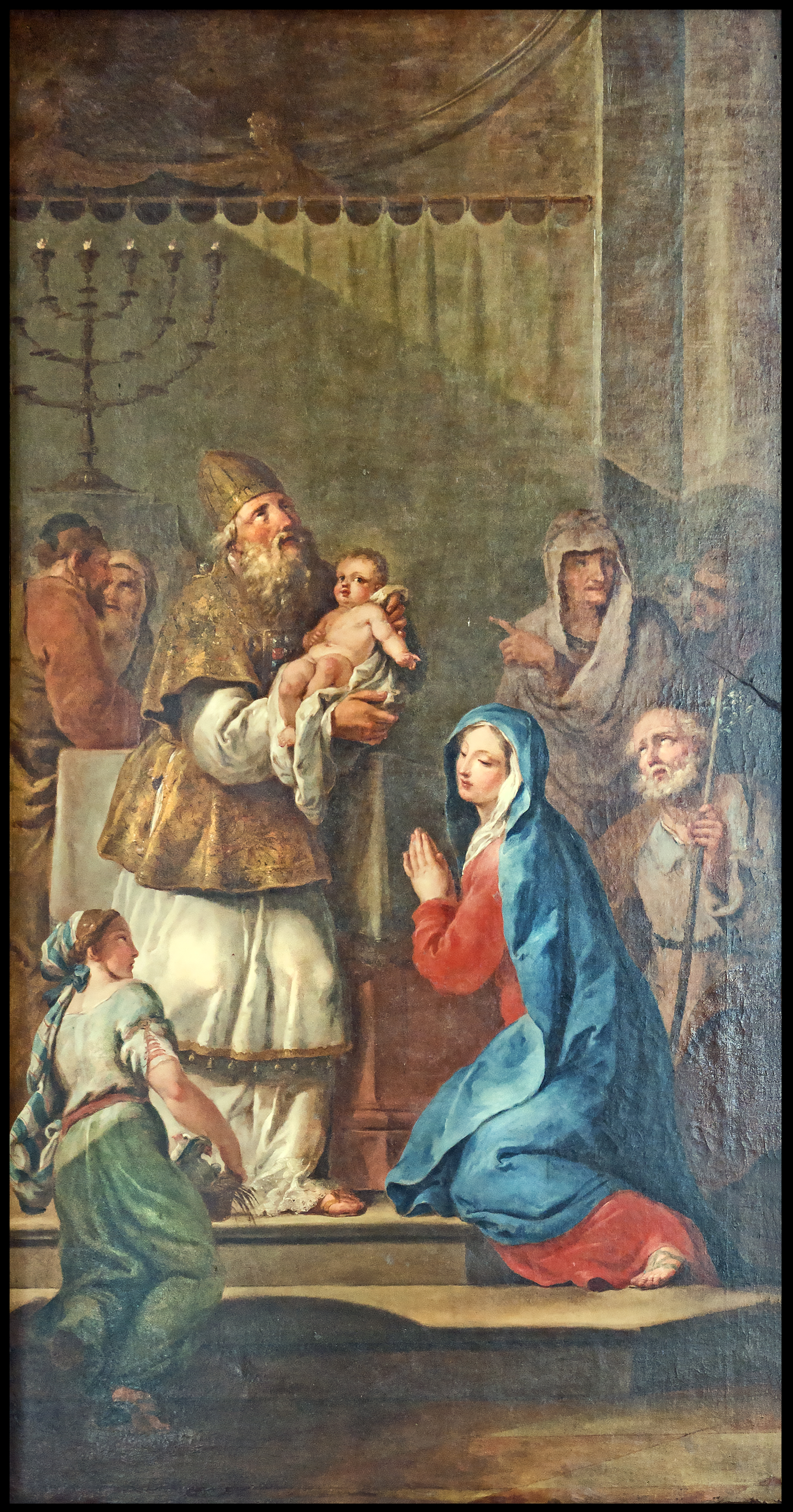
Purificazione di Maria, San Geremia, Venezia.

Nacque da Francesco, nobile di Treviso, e da Caterina Pedrini. Rimasto orfano del padre, ebbe come precettore don Pietro Antonio Toni che lo introdusse alle arti pittoriche, ma anche alla letteratura e allo studio del clavicembalo.
Dal punto di vista artistico si basò sui grandi maestri veneti della tradizione, quali Giovanni Antonio Pellegrini, Giovanni Battista Piazzetta e Gaspare Diziani. Nel 1773 soggiornò a Bologna e nel 1779 a Roma, dove i contatti con il neoclassicismo hanno fatto il suo stile più composto ma probabilmente meno fantasioso. Nei numerosi affreschi e pale d'altare si notano anche elementi del Rococò veneziano, su cui ha influito la frequentazione di Jacopo Amigoni. 
Realizzò la tela raffigurante i Santi Pietro e Paolo e la Santa Trinità per la chiesa arcipretale di Levada di Piombino Dese. Illustrò inoltre le commedie goldoniane edite da Zatta (1788-1795).
Si cimentò anche con la poesia encomiastica e dialettale, mentre sono in prosa le Memorie autobiografiche e le Lettere pittoriche.
Dalla moglie Francesca Salutini, sposata a Venezia nel 1762, ebbe un solo figlio, Francesco, nato il 26 agosto 1767.